# Пальмовий сироп

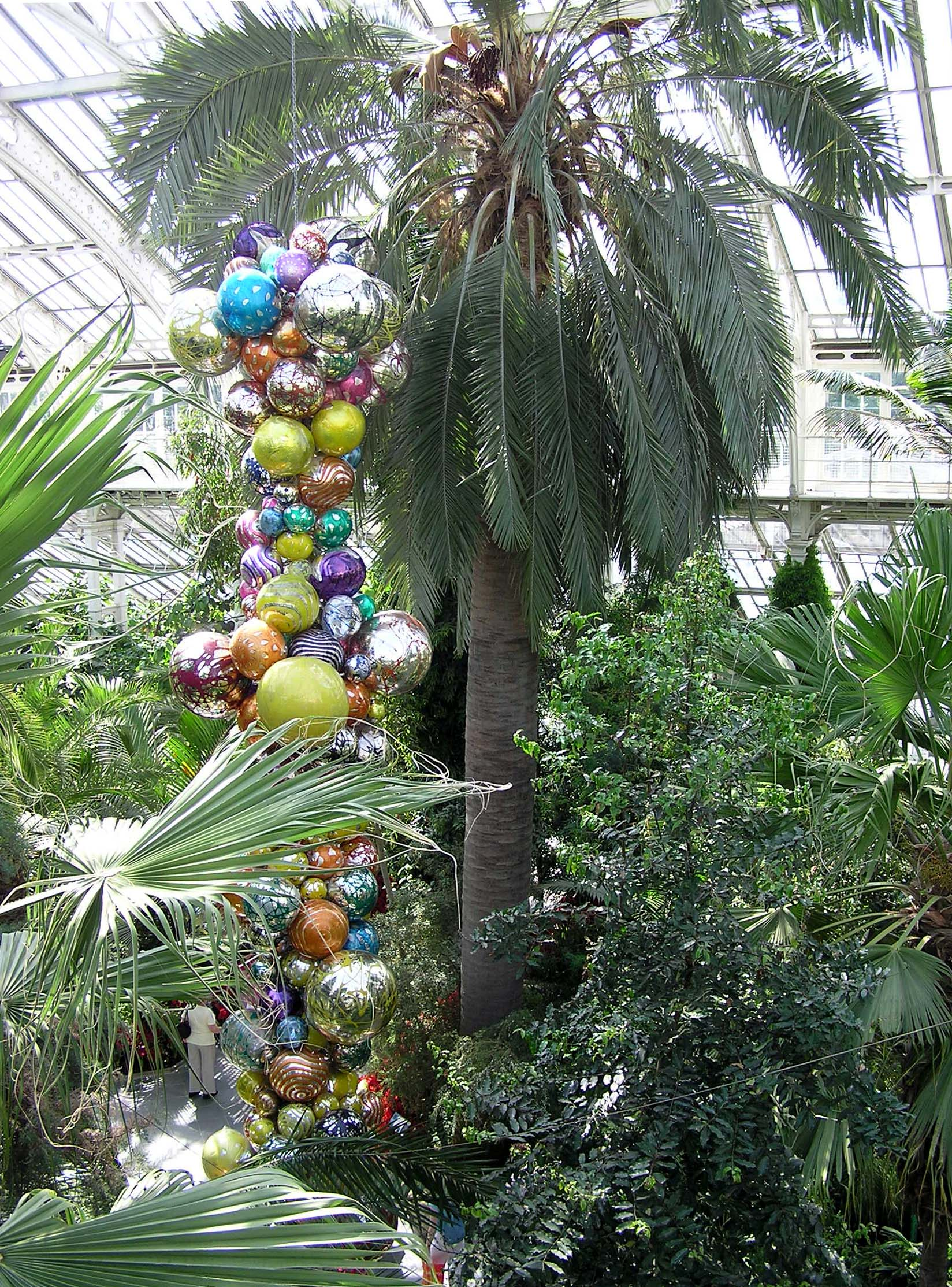
Чилійська юбея, яка використовується для приготування пальмового сиропу, в теплиці в К'ю-Гарденс

Пальмовий сироп (або Пальмовий мед) — їстівний солодкий сироп, що виготовляється з соку деяких видів пальмових. Його виробляють на Канарських островах і в прибережних районах Південної Америки.

## Види
На Канарських островах пальмовий сироп (miel de palma) готують з канарської фінікової пальми (Phoenix canariensis). У Чилі пальмовий сироп (miel de palma) виробляють з юбеї (Jubaea chilensis).
Застосовуються й інші види пальм, такі як кокосова пальма, цукрова пальма та пальміровая пальма.

## Виробництво на Канарських островах
Переважна частина виробництва пальмового сиропу зосереджена в муніципалітеті Вальєермосо на острові Ла-Гомера. Процес збору соку з долоні і концентрації його в сироп багато в чому схожий на процес, який використовується для приготування кленового сиропу.
Сік пальми, відомий як гуарапо збирається з чашоподібного надрізу в кроні дерева. Так як гуарапо швидко псується при сонячному світлі, збір проводиться вночі. Щовечора під час збору врожаю, гуараперо (фермер) готує для збору соку кожне дерево. Він забирається на вершину пальми, часто за допомогою драбини, використовуючи ніж або стамеску, зрізає зелені гілки крони. Потім на стовбурі прямо під нею робить надрізи, вночі пальма виділяє сік, який через спеціальний стік потрапляє в каністри. Рано вранці наступного дня, він повертається і забирає заповнені відра, що містять 10-15 літрів соку з кожного дерева.
Зібраний гуарапо відправляють або на спеціальний місцевий завод з переробки, або обробляють на місці. Обробка включає в себе кип'ятіння гуарапо протягом декількох годин, поки він не загусне, приблизно на 90%, до темно-коричневого сиропу, сильно солодкого на смак. Потім його упаковують, як правило, в скляні банки. Пальмовий сироп має властивість згущуватися і кристалізуватися з плином часу.
Через чотири-п'ять місяців інтенсивного щоденного збору соку в період з січня по червень, дерево потребує п'ятирічного відпочинку, щоб відновитися перед черговим його використанням.

## Використання

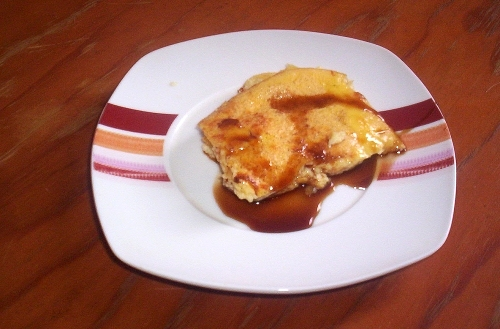
Лече Асада (вид заварного крему) з пальмовим сиропом

Пальмовий сироп використовується для приготування різних тістечок і десертів, таких як млинці або морозиво. Сироп широко використовується в Південно-Східній Азії для приготування їжі. Його солодкість пом'якшує гостроту аромату каррі, додаючи схожий на патоку смак до їжі. Він також широко використовується в якості інгредієнта в десертах або маслі, після обробки продуктів.
На Ла-Гомері він змішується з паррою (аналог граппи) для отримання напою Гомерон.
Пальмовий сироп також традиційно використовуються на острові Ла Гомера для лікувальних цілей.